# Luke's Lost Lamb
Luke's Lost Lamb é um curta-metragem norte-americano de 1916, do gênero comédia, estrelado por Harold Lloyd.

## Elenco
- Harold Lloyd como Lonesome Luke
- Snub Pollard
- Bebe Daniels
- Charles Stevenson - (como Charles E. Stevenson)
- Billy Fay
- Fred C. Newmeyer
- Sammy Brooks
- Harry Todd
- Bud Jamison
- Dee Lampton
- Eva Thatcher - (como Evelyn Thatcher)
- May Cloy
- Rose Mendel
- Mrs. Halliburton
- Baby Halliburton
- Margaret Joslin - (como Mrs. Harry Todd)